# Nacionalni park Sjeverni Velebit
Nacionalni park Sjeverni Velebit, hrvatski nacionalni park, proglašen je 9. lipnja 1999. godine.
Dana 17. srpnja 2017. godine NP Sjeverni Velebit je, uz Nacionalni park Paklenica i Rezervat prirode Hajdučki i Rožanski kukovi, upisan na UNESCO-ov popis mjesta svjetske baštine u Europi kao dio zajedničke svjetske baštine 13 zemalja pod nazivom „Bukove prašume u Karpatima i drugim područjima Europe”. Riječ je o 1289 hektara bukove šume koja je u Nacionalnom parku Sjevernom Velebitu u Strogom rezervatu "Hajdučki i Rožanski kukovi". Iznimnost predloženih iskonskih bukovih šuma u nacionalnim parkovima Sjevernom Velebitu i Paklenici temelji se na njihovoj izvornosti, geografskom položaju, starosti i veličini.

## O Parku
Raznovrsnost krških fenomena te biljnoga i životinjskoga svijeta samo su dio posebne slike ove prirodne cjeline. Zahvaljujući svom zemljopisnom položaju, krški reljef vapnenca i ponekih sedimentnih stijena pješčenjaka je pod izravnim utjecajem tri klime: mediteranske, kontinentalne i alpske.
Unutar parka nalaze se strogi rezervat Hajdučki i Rožanski kukovi, Lukina jama - jedna od najdubljih jama na svijetu (otkrivena 1991.), botanički rezervat "Visibaba" s nalazištem endemične hrvatske sibireje (Sibiraea altaiensis ssp. croatica), šumski rezervat Borov vrh, botanički rezervat Zavižan-Balinovac-Velika kosa te glasoviti Velebitski botanički vrt. Na krajnjem jugu se nalazi posebni rezervat šumske vegetacije Štirovača [neaktivna poveznica].
Park je ispresijecan brojnim planinarskim stazama, od kojih je najpoznatija Premužićeva staza.
Površina parka iznosi 109 km².
Kuća Velebita u Krasnu je centar za posjetitelje Nacionalnog parka Sjeverni Velebit. Postav "Kuće Velebita" proteže se na četiri etaže i obuhvaća nekoliko tematskih cjelina koje se međusobno isprepliću i prožimaju kako bi se posjetiteljima što bolje pokazalo bogatstvo Velebita, njegova raznolikost te kulturna i prirodna vrijednost.

## Galerija
- Velebitski krš
- Uvala Ravni-Dabar
- Uvala Veliki-Lubenovac
- Zavižan
- Velebitski botanički vrt

## Poveznice
- Nacionalni park
- Hrvatski nacionalni parkovi i parkovi prirode
- Velebit
- Park prirode Velebit

## Vanjske poveznice
- Nacionalni park Sjeverni Velebit